# Gurania boliviana
Gurania boliviana là một loài thực vật có hoa trong họ Cucurbitaceae. Loài này được Rusby mô tả khoa học đầu tiên năm 1893.